# Championnat du Kazakhstan de football 2005
Navigation
Saison précédente Saison suivante
La saison 2005 du championnat du Kazakhstan de football était la 14e édition de la première division kazakhe, la Super-Liga. Les seize meilleures équipes du pays sont regroupées au sein d'une poule unique, où tous les clubs s'affrontent en matchs aller et retour. À la fin du championnat, les deux derniers sont relégués et remplacés par les deux meilleures équipes de Perveja Liga, la deuxième division kazakhe.
Le FC Aktobe remporte le tout premier titre de champion du Kazakhstan de son histoire en terminant en tête du classement final de la compétition, avec un seul point d'avance sur le FC Tobol Koustanaï et 8 sur le tenant du titre, le FC Kairat Almaty. En bas du classement, le promu, le CSKA-Bolat Temirtau réalise une saison cauchemardesque en perdant tous ses matchs sauf un, de façon paradoxale, puisqu'il réussit à décrocher le nul face au futur champion, le FC Aktobe.
Durant l'intersaison, le club du FC Yassi Sairam est absorbé par le FC Ordabasy Chymkent ; la place laissée vacante permet au FC Almaty, pourtant défait en barrage de promotion-relégation, d'être repêché et de pouvoir participer à cette saison de Super-Liga.

## Les 16 clubs participants
| - FK Atyrau - FC Zhenis Astana - FC Tobol Koustanaï - FC Yesil Bogatyr - FC Aktobe - FC Ekibastuzets Ekibastuz - FK Taraz - FC CSKA-Bolat Termitau - Promu de Perveja Liga | - FC Shakhtyor Karagandy - FC Irtych Pavlodar - FC Vostok - FC Kairat Almaty - FC Okjetpes Kokchetaou - FC Ordabasy Chymkent - FC Zhetysu Taldykorgan - FC Almaty |

## Compétition
Le barème de points servant à établir les classements se décompose ainsi :
- Victoire : 3 points
- Match nul : 1 point
- Défaite : 0 point

### Classement
| Rang | Équipe                     | Pts | J  | G  | N  | P  | Bp | Bc | Diff |
| ---- | -------------------------- | --- | -- | -- | -- | -- | -- | -- | ---- |
| 1    | FC Aktobe                  | 70  | 30 | 22 | 4  | 4  | 50 | 27 | +23  |
| 2    | FC Tobol Koustanaï         | 69  | 30 | 21 | 6  | 3  | 53 | 21 | +32  |
| 3    | FC Kairat Almaty (T)       | 62  | 30 | 18 | 8  | 4  | 56 | 22 | +34  |
| 4    | FC Shakhtyor Karagandy     | 59  | 30 | 19 | 2  | 9  | 37 | 22 | +15  |
| 5    | FC Irtysh Pavlodar         | 57  | 30 | 18 | 3  | 9  | 51 | 24 | +27  |
| 6    | FC Ordabasy Chymkent       | 49  | 30 | 14 | 7  | 9  | 30 | 27 | +3   |
| 7    | FC Yesil Bogatyr           | 48  | 30 | 15 | 3  | 12 | 38 | 25 | +13  |
| 8    | FC Zhenis Astana (C)       | 43  | 30 | 11 | 10 | 9  | 35 | 23 | +12  |
| 9    | FC Okjetpes Kokchetaou     | 37  | 30 | 11 | 4  | 15 | 26 | 32 | -6   |
| 10   | FK Atyrau                  | 37  | 30 | 10 | 7  | 13 | 32 | 36 | -4   |
| 11   | FK Taraz                   | 36  | 30 | 10 | 6  | 14 | 32 | 36 | -4   |
| 12   | FC Ekibastuzets Ekibastuz  | 34  | 30 | 8  | 10 | 12 | 30 | 32 | -2   |
| 13   | FC Almaty                  | 30  | 30 | 9  | 3  | 18 | 30 | 43 | -13  |
| 14   | FC Vostok                  | 28  | 30 | 9  | 1  | 20 | 24 | 49 | -25  |
| 15   | FC Zhetysu Taldykorgan     | 19  | 30 | 4  | 7  | 19 | 28 | 60 | -32  |
| 16   | FC CSKA-Bolat Temirtau (P) | 1   | 30 | 0  | 1  | 29 | 15 | 88 | -73  |

|  | Qualification pour la Ligue des champions 2006-2007                                   |
|  | Qualification pour la Coupe UEFA 2006-2007                                            |
|  | Qualification pour la Coupe Intertoto 2006                                            |
|  | Relégation en Perveja Liga                                                            |
|  | (T) Tenant du titre (C) Vainqueur de la Coupe du Kazakhstan (P) Promu de Perveja Liga |

## Bilan de la saison
| Championnat du Kazakhstan de football 2005 |                        |
| Champion                                   | FC Aktobe (2e titre)   |
| Coupes et trophées                         |                        |
| Vainqueur de la Coupe du Kazakhstan 2005   | FC Zhenis Astana       |
| Qualifications continentales               |                        |
| Ligue des champions 2006-2007 Premier tour | FC Aktobe              |
| Coupe UEFA 2006-2007 Premier tour          | FC Tobol Koustanaï     |
| Coupe UEFA 2006-2007 Premier tour          | FC Kairat Almaty       |
| Coupe Intertoto 2006                       | FC Shakhtyor Karagandy |
| Promotions et relégations                  |                        |
| Promus en Super-Liga                       | FC Kaysar              |
| Promus en Super-Liga                       | FC Energetik Pavlodar  |
| Relégués en Perveja Liga                   | FC Zhetysu Taldykorgan |
| Relégués en Perveja Liga                   | FC CSKA-Bolat Temirtau |